# Ophiusa separans
Ophiusa separans là một loài bướm đêm trong họ Erebidae.